# Mont
Mont (Porthos, Oppama, Seawise Giant, Happy Giant, Jahre Viking, Knock Nevis, Mont) je norveški supertanker (ULCC), izgrađen 1976. godine. Povučen iz prometa 2004., kasnije služi kao plutajuće skladište za naftu. Smatra se najvećim brodom ikada izgrađenim.
Naručen je polovinom 1970-ih u japanskom brodogradilištu Sumitomo Heavy Industries od grčke kompanije koja je bankrotirala prije preuzimanja broda. Brodogradilište ga prodaje hongkongškom brodarskom magnatu koji traži produženje broda, što je dovršeno tek 1979. kada napokon ulazi u redovnu službu pod imenom Seawise Giant. Bio je teško oštećen u napadu za vrijeme iračko-iranskog rata 1988. te je duže vrijeme bio vezan u Bruneju. 1991. obnovljen je u Singapuru, te po imenom Jahre Viking plovi do 2004. kada je prenamijenjen u funkciju spremnika za naftu u blizini obale Katara. Pod imenom Mont i pod singapurskom zastavom svoj posljednji signal dao je u Perzijskom zeljevu 14. srpnja 2009. godine u 15:13:00 (UTC) na širini: 26.5873/ i dužini 52.03365 (UTC)
Rastavljen je 2010

## Vanjske poveznice
- Knock Nevis na Auke Visser´s International Super Tankers
- Jahre Viking na Auke Visser´s International Super Tankers